# Wawrzyniec Wilk
Wawrzyniec Wilk (ur. 14 lipca 1885 w Łące, zm. 22 października 1939 we Lwowie) – profesor.
Absolwent I Gimnazjum w Rzeszowie (1906) i Uniwersytetu we Lwowie (1910), nauczyciel C. K. V Gimnazjum we Lwowie (1910–1911), profesor oraz w latach 1925–1933 dyrektor I Państwowego Gimnazjum w Rzeszowie. Radny miasta Rzeszowa (w okresie 1919–1926 i 1927–1934), członek Zarządu Komisarycznego Rzeszowa (1926–1927), działacz Związku Ludowo-Narodowego (1919–1928), później Stronnictwa Narodowego (1928–1939), współzałożyciel Składnicy Kółek Rolniczych (1916), działacz Towarzystwa Szkoły Handlowej (1923), współzałożyciel Banku Spółdzielczego Ziemi Rzeszowskiej (1925), działacz Towarzystwa Rolniczego Okręgu Rzeszowskiego, działacz Spółdzielni Budowlano-Mieszkaniowej, po opuszczeniu Rzeszowa dyrektor Związku Handlowego Składnic i Kółek Rolniczych we Lwowie (1933–1939). Współpracownik czasopisma narodowego "Ziemia Rzeszowska".